# جامپائولو پاتزینی
جامپائولو پاتزینی (ایتالیایی: Giampaolo Pazzini؛ زادهٔ ۲ اوت ۱۹۸۴) بازیکن فوتبال اهل ایتالیا است. وی هم‌اینک بعنوان مهاجم در لوانته به صورت قرضی از ورونا بازی می‌کند. پاتزینی مهارت خاصی در حرکات بدون توپ به‌ویژه در محوطه جریمه و همچنین به ثمر رساندن گل با ضربه سر دارد.

## دوران باشگاهی

### سال‌های اولیه
پاتزینی فوتبالش را با آتالانتا آغاز کرد و نخستین بازی حرفه‌ای خود را در سال ۲۰۰۳ انجام داد و به مدت دو فصل برای این تیم بازی کرد.

### فیورنتینا
پاتزینی در ژانویه ۲۰۰۵ با قراردادی به ارزش ۶ میلیون یوروی به فیورنتینا پیوست. وی در نخستین فصل حضورش در این تیم موفق شد ۱۰ گل در ۴ بازی به ثمر رساندن با این حال چزاره پراندلی مربی وقت تیم، لوکا تونی را به عنوان مهاجم اول ترجیح می‌داد و از پاتزینی به عنوان مهاجم دوم استفاده می‌کرد.
با آمدن آلبرتو جیلاردینو مهاجم سابق میلان، پراندلی معمولاً جیلاردینو و آدریان موتو را به عنوان مهاجمان خط حمله انتخاب می‌کرد و پاتزینی نقش جانشین آن‌ها را داشت.

### سمپدوریا
به دلیل فرصت کمی که به او در این تیم داده شد، در ۲۸ ژانویه ۲۰۰۸، پاتزینی با قراردادی ۹ میلیون یورویی به سمپدوریا پیوست. در این تیم پاتزینی فرصت یافت که توانایی‌های خود را نشان دهد و به همراه آنتونیو کاسانو یکی از موفق‌ترین زوج خط حمله را در سری آ تشکیل دادند. در دومین فصل بازی برای سمپدوریا، پاتزینی ۱۹ گل به ثمر رساند و در رده سوم جدول گلزنان فصل ۲۰۰۹–۲۰۱۰ سری آ قرار گرفت.

### اینتر
در ژانویه ۲۰۰۸ پاتسینی طی یک قرارداد چهار و نیم ساله با جاناتان بیابیانی مبادله شده و به تیم اینتر میلان پیوست.

### میلان
پس از این که پاتزینی توسط اینتر در لیست مازاد قرار گرفت، در ۲۲ اوت ۲۰۱۲ اینتر در ازای دریافت ۷ و نیم میلیون یورو بر سر تبادل پاتزینی و آنتونیو کاسانو با میلان توافق کرد. (پاتزینی ۱۳ میلیون و کاسانو ۵٫۵ میلیون یورو ارزش گزاری شده بودند)
در ۱ سپتامبر زمانی که دومین بازی خود را برای میلان انجام می‌داد با به ثمر رساند هت‌تریک توانست میلان را با نتیجه ۳ بر ۱ برابر بولونیا پیروز کند.